# Ozawa Takumi
Takumi Ozawa (sinh ngày 7 tháng 5 năm 1990) là một cầu thủ bóng đá người Nhật Bản.

## Sự nghiệp câu lạc bộ
Takumi Ozawa đã từng chơi cho YSCC Yokohama.